# Гончары (Московская область)
Гончары — деревня в Московской области России. Входит в городской округ Солнечногорск. Население — 18 чел. (2010).

## География
Деревня Гончары расположена на севере Московской области, в центральной части округа, примерно в 11 км к югу от центра города Солнечногорска, в 33 км к северо-западу от Московской кольцевой автодороги, западнее федеральной автодороги M10 «Россия».
К деревне приписано 5 садоводческих некоммерческих товариществ. Ближайшие населённые пункты — деревня Есипово, посёлок Жуково и посёлок городского типа Поварово.

## Население
| 1852 | 1859 | 1890 | 1899 | 1926 | 1966 |
| ---- | ---- | ---- | ---- | ---- | ---- |
| 135  | ↗147 | ↘118 | ↘103 | ↗154 | ↘111 |
| 1998 | 2002 | 2010 |      |      |      |
| ↘18  | ↗19  | ↘18  |      |      |      |

## История
Гончары, сельцо 6-го стана, Щербачева, Аполлона Иванов., Капит., крестьян 75 душ м. п., 60 ж., 12 дворов, Господский дом, 47 верст от Тверской заставы, влево 1 верста.— Нистрем К. Указатель селений и жителей уездов Московской губернии, 1852 г.
В «Списке населённых мест» 1862 года — владельческое сельцо 6-го стана Московского уезда Московской губернии по левую сторону Санкт-Петербургского шоссе (из Москвы), в 47 верстах от губернского города, при колодцах, с 15 дворами и 147 жителями (69 мужчин, 78 женщин).
По данным на 1890 год — сельцо Дурыкинской волости Московского уезда с 118 душами населения.
В 1913 году в сельце 23 двора, при селении имение Жеребина.
По материалам Всесоюзной переписи населения 1926 года — деревня Жуковского сельсовета Бедняковской волости Московского уезда в 2 км от Ленинградского шоссе и 2 км от станции Поворово Октябрьской железной дороги, проживало 154 жителя (73 мужчины, 81 женщина), насчитывалось 31 крестьянское хозяйство.
С 1929 года — населённый пункт в составе Солнечногорского района Московского округа Московской области. Постановлением ЦИК и СНК от 23 июля 1930 года округа как административно-территориальные единицы были ликвидированы.
1929—1954 гг. — деревня Есиповского сельсовета Солнечногорского района.
1954—1957, 1960—1963, 1965—1994 гг. — деревня Пешковского сельсовета Солнечногорского района.
1957—1960 гг. — деревня Пешковского сельсовета Химкинского района.
1963—1965 гг. — деревня Пешковского сельсовета Солнечногорского укрупнённого сельского района.
В 1994 году Московской областной думой было утверждено положение о местном самоуправлении в Московской области, сельские советы как административно-территориальные единицы были преобразованы в сельские округа.
С 1994 до 2006 гг. деревня входила в Пешковский сельский округ Солнечногорского района.
С 2005 до 2019 гг. деревня включалась в Пешковское сельское поселение Солнечногорского муниципального района.
С 2019 года деревня входит в городской округ Солнечногорск, в рамках администрации которого относится с территориальному управлению Пешковское.